# ク・ジャヒョン
ク・ジャヒョン（具 滋炯、구자형 1965年3月21日- ）は、大韓民国の男性声優 。
1992年、KBS声優劇会23期で入社し、現在ではフリーとして活躍中。

## 出演作品
※太字は主役・主要キャラクター
- 犬夜叉（弥勒）
- 遊☆戯☆王デュエルモンスターズ（闇遊戯）
- るろうに剣心（緋村剣心）
- NARUTO -ナルト-（うちはイタチ）
- DEATH NOTE（レイ・ペンバー）
- 美少女戦士セーラームーン（ネフライト）
- 銀魂（坂田銀時）
- カウボーイビバップ（スパイク・スピーゲル）